# Gymnasium Kreuzgasse

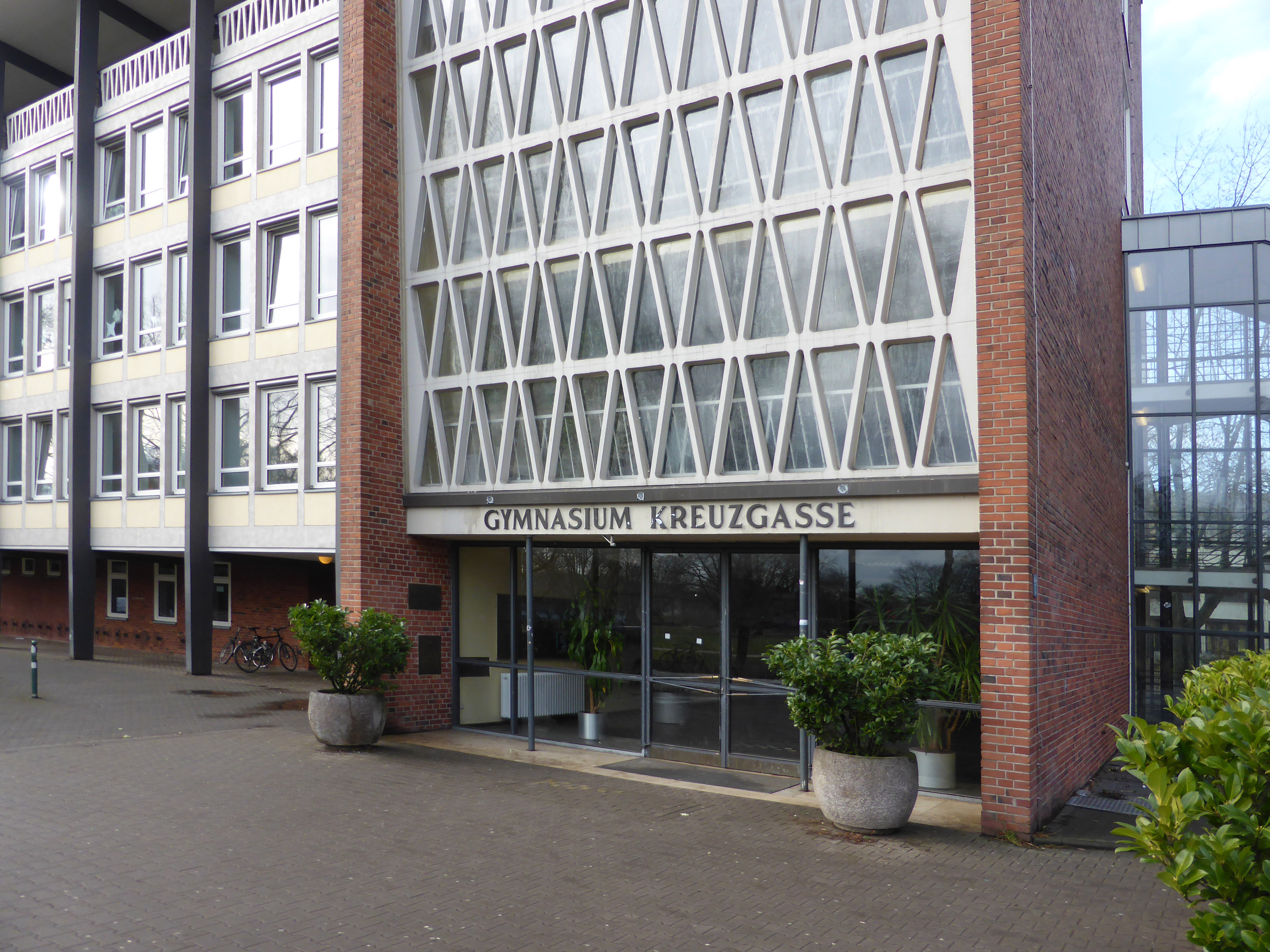
Haupteingang Vogelsanger Str. 1 (2017)

Das Gymnasium Kreuzgasse ist ein städtisches Gymnasium in der Kölner Nordstadt. Es zeichnet sich durch Bilingualität mit dem Abschluss des Baccalauréat und seine zahlreichen nebenschulischen Aktivitäten aus. Seit 2008 führt es wegen seiner methodischen Standards und interkulturellen Zusammenarbeit den Beinamen Europaschule.

## Geschichte

### Der Quatermarkt vor Gründung der Schule

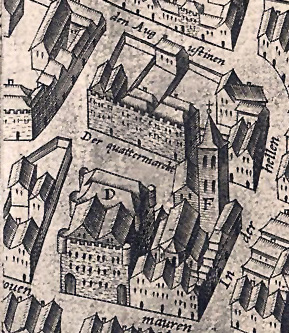
Der alte Quatermarkt 1571 Mercator

Im 13. Jahrhundert errichtete eine alte Kölner Familie, die Quatermarts, an dem nach ihr benannten Quatermarkt, der als Plätzchen bis heute noch existiert und in dessen unmittelbarer Nähe die Pfarrkirche Alt St. Alban steht, ein Patrizier-Haus, in dem sie bis etwa 1400 wohnte. Danach diente das Gebäude nicht länger als Wohnung, sondern für Festlichkeiten, wie Hochzeitsessen, Doktorschmäuse und 1579 sogar für Friedensverhandlungen zwischen Spanien und den Niederlanden (Achtzigjähriger Krieg). Direkt neben dem Patrizierhaus stand das Haus des städtischen Münzmeisters. Die Stadt kaufte das Gebäude daher im Jahre 1561, um es für derartige Feste zu erhalten und baute es neu auf. Anfang des 19. Jahrhunderts wurde das Gebäude baufällig, daher wurde es abgerissen. Das Grundstück wurde später zur Errichtung der Höheren Bürgerschule genutzt.

### Höhere Bürgerschule – Realschule 1. Ordnung – Realgymnasium – Gymnasium
Die Schule wurde am 7. November 1828 mit 85 Schülern als Höhere Bürgerschule am Quatermarkt gegründet. Bereits im Jahr 1835 besuchten 300 Schüler die Höhere Bürgerschule, die lediglich für 240 Schüler eingerichtet war.
Thomas Eschweiler, Schulleiter der Höheren Bürgerschule von 1830 bis 1858 merkt bezüglich des unmittelbar nach ihrer Gründung bereits auftretenden Platzmangels an:

„In den wissenschaftlichen Sammlungen liegt es haufenweise übereinander, und weder diese noch das chemische Laboratorium, das eher einer Schmiede ähnlich sieht, noch auch der physikalische Apparat der Anstalt entsprechen dem Standpunkte, den man gegenwärtig an eine Real- oder höhere Bürgerschule überall zu machen berechtigt ist.“

1868 zählte die Schule 654 Schüler. Es gab Klassen mit bis zu hundert Schülern. Da der Schulhof viel zu klein war, hielten sich die Schüler während der Pausen in den Klassenräumen und auf den Gängen auf.
1868 wurde die Schule daraufhin – als Realschule 1. Ordnung – in das neu errichtete Schulgebäude in der Kreuzgasse, einer Seitenstraße der Schildergasse, verlegt. Der neue Standort gab der Schule den neuen Namen. Sie vollzog im 19. Jahrhundert mehrfach einen Wandel der Schulform: von der Höheren Bürgerschule zum Realgymnasium, über die darauf folgende Doppelanstalt als Gymnasium und Realgymnasium bis hin zum Humanistischen Gymnasium.

### Die jüdische Tradition der Schule
Die Kreuzgasse verdankt ihre Gründung im Jahr 1828 der damals entstehenden konfessionellen Konkurrenz zwischen einer katholischen und protestantischen Dominanz in der Schulpolitik Kölns. Eine Gruppe Kölner Bürger stellte daraufhin an den Rat der Stadt Köln den Antrag, eine nicht konfessionell gebundene Bürgerschule im Zentrum Kölns zu gründen. Dieser Ausgangslage fühlte sich die Kreuzgasse auch im folgenden Jahrhundert verpflichtet, Religion war Privatsache. Diese liberale Schulpolitik führte auch dazu, dass eine immer größer werdende Anzahl jüdischer Kölner ihre Söhne an die Kreuzgasse schickten. Seit 1868 wurde in der Kreuzgasse parallel zum katholischen und evangelischen auch jüdischer Religionsunterricht erteilt, bis 1875 von Rabbiner Israel Schwarz, sodann von den Gemeinderabbinern Abraham Frank (bis 1906) und Adolf Kober (bis 1908) und zuletzt, von 1908 bis 1933, von Rabbiner Isidor Caro (im August 1943 im Konzentrationslager Theresienstadt umgekommen) und, daneben, von 1920 bis 1926, von Lasar Dünner, gest. 1950 in Rotterdam.
Dies führte zu einem Anteil von zeitweise bis zu 17 % jüdischer Schüler vor dem Ersten Weltkrieg, angesichts des Anteils von 2,3 % jüdischer Kölner an der Gesamtbevölkerung Kölns und 0,9 % jüdischer Deutscher an der Gesamtbevölkerung des Deutschen Reiches um 1910 ein sehr bemerkenswerter Prozentsatz.
„Als erster Jude wurde am 27. Oktober 1828 der zehnjährige Philipp Wolff, wohnhaft an Klein St. Martin 3, zur höheren Bürgerschule angemeldet und als Nr. 4 in das große, heute weit in die Tausende reichende Schüleralbum eingetragen.“ Der erste jüdische Schüler, der an der Kreuzgasse sein Abitur ablegte, war Moses Heimann Bier aus Deutz im Jahre 1836. Eine Kopie seines Zeugnisses hat sich im Aufsatz von Ernst Löwenthal erhalten.
In den Schulakten und den jährlich publizierten Jahresabschlussberichten der Schule vor 1933 finden sich die Bezeichnungen „katholisch“, „evangelisch“ und „israelitisch“, nicht dagegen „jüdisch“. Dies zeigt die schon seit der Gründung der Schule strikte religiöse Sachlichkeit: das neutralen Adjektiv „israelitisch“ setzte neue Maßstäbe und knüpfte auch sprachlich nicht an die Verfolgung jüdischer Gemeinden durch Christen im Mittelalter an.
Die aktuellen Recherchen ergaben, dass in der Zeit von 1900 bis 1935 mindestens 400 Schüler aus israelitischen Kölner Familien die Kreuzgasse besuchten, die Jahrgänge seit 1880 einbezogen mehr als 600 Schüler. Die Erinnerung an die religiöse Toleranz der Kreuzgasse beinhaltet aber auch die Erkenntnis, dass diese Toleranz mit dem Beginn der NS-Herrschaft und der Gleichschaltung im NS-Staat ab 1933 fast sang- und klanglos verschwand. Genauso wie in der Weimarer Republik im Großen versagten die bürgerlichen Eliten in Köln und in der Kreuzgasse auch im Kleinen und boten keinen ausreichenden demokratisch-bürgerlichen Widerstand gegen den aggressiven rassistisch-antidemokratischen Nationalsozialismus.
Von den oben genannten 500 ehemaligen Schülern aus israelitischen Familien wurden mehr als 50 – oft mit ihrer ganzen Familie – in Konzentrationslagern ermordet oder in den Tod getrieben.

#### Erinnerungskonzept
Das Erinnerungskonzept der Kreuzgasse setzt sich seit 2010 zum Ziel, die Tradition weltanschaulicher Liberalität der Kreuzgasse vor 1933 zurück ins Gedächtnis der Schulgemeinde und Öffentlichkeit zu rufen und zugleich an diejenigen ehemaligen Schüler zu erinnern, die nach 1933 dann Opfer rassistischer Verfolgung wurden, da sie aus jüdischen Familien stammten.
Mit dem Beginn der NS-Herrschaft wurde die Kreuzgasse wie alle übrigen Schulen auch schnell und ohne Widerstand von Seiten der Betroffenen gleichgeschaltet. Dies bedeutete für Schüler aus jüdischen Familien, dass viele von ihnen die Schule vorzeitig verlassen mussten, rassistisch verfolgt wurden, so dass sich viele Familien entweder dafür entschieden, mit der ganzen Familie aus Deutschland zu fliehen oder doch wenigstens die Kinder in Internate ins Ausland zu geben. Viele der in Deutschland gebliebenen ehemaligen Schüler der Kreuzgasse, aber auch einige derjenigen, die ins Exil geflüchtet waren, wurden später ermordet.
Die individuellen Schicksale der verfolgten Schüler, soweit sie sich aus den vorhandenen Quellen erschließen lassen, werden unter der Fragestellung „Was konnte jüdischen Kölnern passieren, die ab 1933 im NS-Regime verfolgt wurden?“ im Geschichtsunterricht der Stufen 9 im Rahmen eines Projekttages behandelt werden. Durch das gemeinsame Band der Schulzugehörigkeit der heutigen Schüler und Schülerinnen mit den Opfern, die ebenfalls die Kreuzgasse besuchten, kann nicht nur eine persönliche Betroffenheit entstehen, sondern auch eine kritische Auseinandersetzung damit, wie eine vormals demokratische Gesellschaft die Zerstörung ihrer Grundlagen hinnimmt und was das in der Folge dann für diejenigen bedeutet, die nicht mehr integriert sind.
Ein weiteres Ziel ist die namentliche Erinnerung an die Opfer, soweit möglich auch mit persönlichen Informationen über das Leben vor der Verfolgung, über die Familie, die individuellen Interessen, dann aber auch über ihr persönliches Schicksal, geprägt durch Flucht, Vertreibung und tödlicher Bedrohung. Damit soll die endgültige Auslöschung der jüdischen Persönlichkeiten, wie sie das NS-Regime geplant hatte, verhindert werden: Die Opfer wurden zwar ermordet, die Menschen sollen aber nicht vergessen werden.

### Die Schule während des Zweiten Weltkrieges und der Aufbaujahre
In der Nacht vom 29. auf den 30. Juni 1943 brannte das Schulgebäude nach einem Bombenangriff aus. Zwei Schüler der Brandwache verloren in dieser Nacht ihr Leben: Anno Klinkenberg und Paul Erpenbach. Der stellvertretende Anstaltsleiter Josef Sauer schildert die Situation, basierend auf der Erzählung der Hausmeisterfamilie, in einem späteren Bericht wie folgt:

„Bald nach Beginn des Angriffes erhielt die Anstalt Brandbombenbewurf, nach den auf dem Hof noch vorzufindenden Spuren offenbar in außerordentlich großer Menge. Auf dem Hof zu Kreuzgasse Nr. 6 fiel schon gleich zu Anfang offenbar eine Stabbrandbombe, die sofort Brand auslöste. Gleichzeitig fing die Turnhalle in großer Ausdehnung an zu brennen. Da es an ausreichendem Wasser fehlte, war eine Bekämpfung des Feuers aussichtslos. Bald darauf brannte auch das ganze Hauptgebäude in voller Ausdehnung.“

Bis zum Zusammenbruch des Schulsystems 1944 fand der Unterricht zunächst in der Schule Dagobertstraße statt, anschließend in den Räumen der Oberschule in der Gyrhofstraße. Am 26. November 1945 wurde der Schulbetrieb mit 330 Schülern wieder aufgenommen, die Schulform der „Deutschen Oberschule“ aus dem Nationalsozialismus wurde abgeschafft, und das Gymnasium erhielt von da an den Namen Städtisches humanistisches Gymnasium in der Kreuzgasse zu Köln. Da es nach wie vor an einem Schulgebäude mangelte, fand der Unterricht vorerst im Erzbischöflichen Irmgardis-Gymnasium Köln statt.

### Die Schule bis zur Gegenwart
Der Stadtrat Kölns beschloss 1953, ein neues Schulgebäude im Inneren Kölner Grüngürtel anzulegen. Am 11. Februar desselben Jahres wurde der Grundstein des heutigen Gebäudes gelegt. Trotz des neuen Standortes behielt die Schule ihren traditionsträchtigen Namen bei. Neben den 600 Schülern der Kreuzgasse kamen auch die Schüler des 1954 neu gegründeten Elisabeth-von-Thüringen-Gymnasium sowie die Schüler des 1956 wiedergegründeten Schiller-Gymnasiums vorerst in dem Neubau unter. 1958 folgten eine Turnhalle und ein Sportplatz mit einer 400-m-Laufbahn, einem Ascheplatz und einer Weitsprunggrube. Im Jahr 1963 fand unter der Leitung des Architekten Karl Hell ein weiterer Schulausbau statt, der die heutige Aula mit ihren 770 Plätzen, einen Musiksaal, naturwissenschaftliche Fachräume sowie einen Verwaltungstrakt enthält. Mit diesem letzten Ausbau der Schule nach zwölf Jahren des Planens und Bauens endete der Ausbau der Schulgebäude vorerst.
War das humanistische Gymnasium Kreuzgasse zuvor eine reine Jungenschule gewesen, so wurde es 1970 erstmals Mädchen ermöglicht, die Schule zu besuchen. Dem Jahrgang 1970/71 war es auch das erste Mal möglich, den bilingualen deutsch-französischen Zweig zu wählen.
1985 wird die Schule ein letztes Mal um einen Neubau mit moderneren naturwissenschaftlichen Fachräumen für die Fächer Biologie, Chemie, Physik und Informatik, einer Brücke, die den Alt- und Neubau verbindet, sowie einer in drei Teile gliederbare größere Sporthalle erweitert. Somit endet der Ausbau an Gebäuden der Kreuzgasse nach 16 Jahren bis heute.
1998 wird es den Schülern, die den bilingualen Zweig deutsch-französisch einschlagen, ermöglicht, die Allgemeine Hochschulreife gleichzeitig mit dem französischen Baccalauréat zu erwerben.

## Gebäude

### Quatermarkt vor Gründung der Schule
Das ehemalige Patrizierhaus, das durch die Stadt erneut erbaut wurde, stand am noch heute existierenden Quatermarkt, in unmittelbarer Nähe zur Pfarrkirche Alt St. Alban. Es besaß Kreuzfenster im Saal der oberen Etage; die Außenmauer war durch Zinnen abgeschlossen. Anfang des 19. Jahrhunderts wurde das Gebäude baufällig, weswegen es einschließlich des Hauses des Münzmeisters 1827 abgerissen wurde.

### 1828–1868–1943
Bei der Gründung der Höheren Bürgerschule 1828 entschied sich die Stadt, die Schule auf dem Gelände des ehemaligen Quatermarktshauses und des danebenliegenden Hauses des städtischen Münzmeisters anzulegen.
Der Neubau von 1868 entstand auf dem Grundstück des bis 1804 bestehenden Kreuzbrüderklosters. Es war im Zuge der Säkularisation von den Franzosen aufgehoben und dann abgerissen worden. Erbaut wurde die Schule nach Plänen des Stadtbaumeisters Johann Peter Weyer. Sie bestand aus einem Hauptgebäude mit den Klassenräumen sowie einem Nebenbau, in dem der Direktor wohnte. Zum Neubau in der Kreuzgasse heißt es in einem Verwaltungsbericht der Stadt:

„Der vollendete Bau des Gebäudes für die Realschule ist ein Zierde der Stadt und verfehlt nicht den Eindruck der Großartigkeit auf alle zu machen, die mit prüfendem Blick die Anstalt besuchen.“

Auch ein Ministerialerlass lobt den Neubau:

„Das Realschulgebäude in Köln gehört zu den schönsten und zweckmäßigst eingerichteten im ganzen Lande, und für den naturwissenschaftlichen Unterricht ist es mit allen Hilfsmitteln vorzüglich ausgestattet.“

### Neubau im Grüngürtel nach 1953
Da im Herbst 1945 der Unterricht aufgenommen werden sollte, es aber an Gebäuden für diesen mangelte, musste der Unterricht notdürftig woanders abgehalten werden (siehe oben). Im Jahr 1952 wurde dem Antrag an die Stadt Köln zur Errichtung eines neuen Gebäudes im Inneren Kölner Grüngürtel stattgegeben. Am 11. Februar 1953 fand die Grundsteinlegung des Neubaus statt. Am 7. November desselben Jahres wurde das Gebäude gleichzeitig mit der 125-Jahr-Feier an die Schule übergeben. Karl Hell beschreibt die Lage und Architektur des Gebäudes wie folgt:

„Das Grundstück liegt günstig zur Stadt und zu den Vororten, es liegt verkehrsgünstig, die Lage zu den Himmelsrichtungen ist so, daß sich die Klassen vom Verkehrslärm abwenden können, und es sind in fast einmaliger Weise Platz und Grünfläche vorhanden. Der erste Bauabschnitt mit den Normalklassen wendet sich mit einer leichten Neigung zur Kanalstraße vom Verkehr ab und öffnet sich mit den Klassen nach Osten und zur Grünanlage. Die teilweise durchsichtige Anordnung im Erdgeschoss und im vierten Geschoss soll die Verbindung zur grünen Umgebung unterstützen. Für die äußere Erscheinungsform und für die Farbgebung waren Einfachheit, Klarheit, Echtsein und Frohsinn bestimmend.“

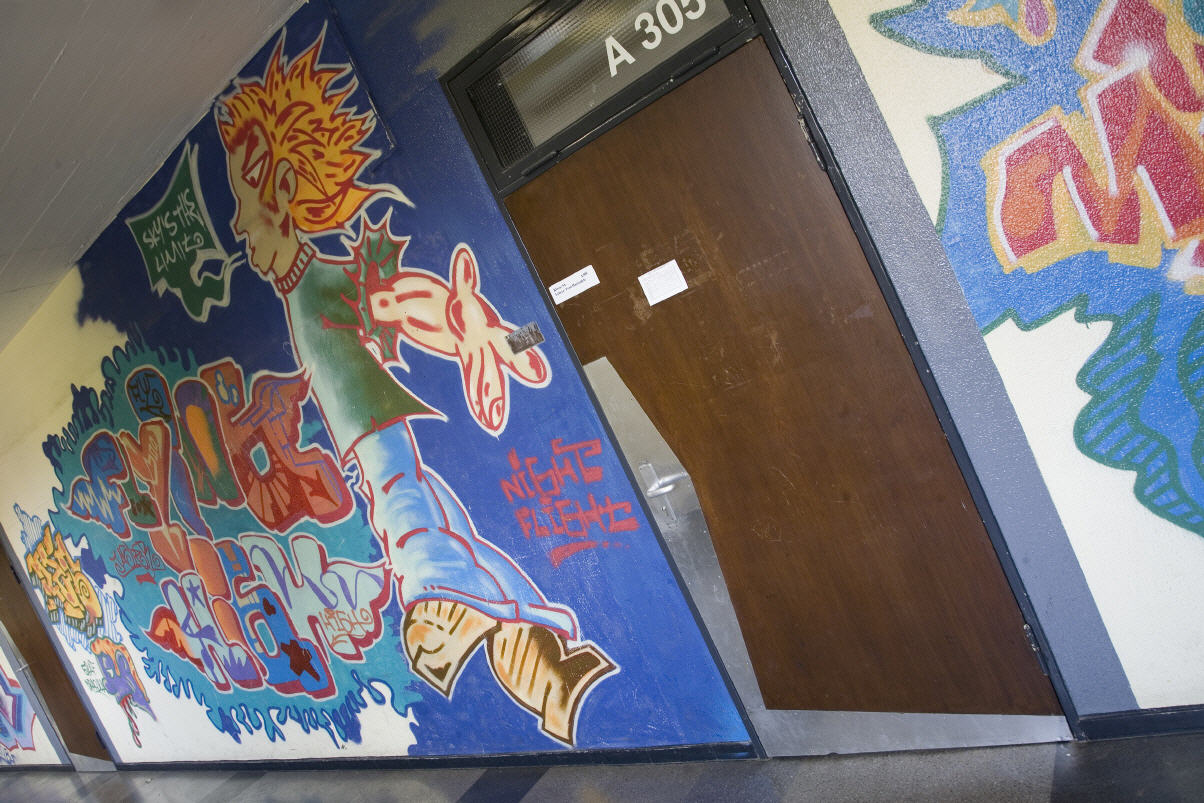
Schülerentworfenes Graffito im Altbau

Der Neubau war mit zwölf großen und acht kleinen Klassenräumen für ein zweizügiges Gymnasium konzipiert. Im vierten Stock waren fünf Fach- und Sammlungsräume für die naturwissenschaftlichen Fächer sowie für den Kunstunterricht vorgesehen.
Heute wird das Hauptgebäude der Schule schulintern als Altbau bezeichnet. Hier sind vor allem die Sekundarstufe I und II, aber auch ein Teil der Kunsträume untergebracht. Die oberen Etagen und das Treppenhaus des Gebäudes wurden durch Wandmalereien der Schüler gestaltet.

### Erweiterung: Turnhalle und Sportplatz 1957
1957 begann die Planung des Baus einer Turnhalle und eines zusätzlichen Sportplatzes. Im Dezember 1958 wurden beide fertig gestellt und zur Nutzung übergeben. Der Sportplatz umfasst eine 400-m-Laufbahn, einen Asche-Fußballplatz sowie eine Sprunggrube und ein Basketballfeld.

### Ausbau durch Verwaltungstrakt, Aula und Musiksaal 1958

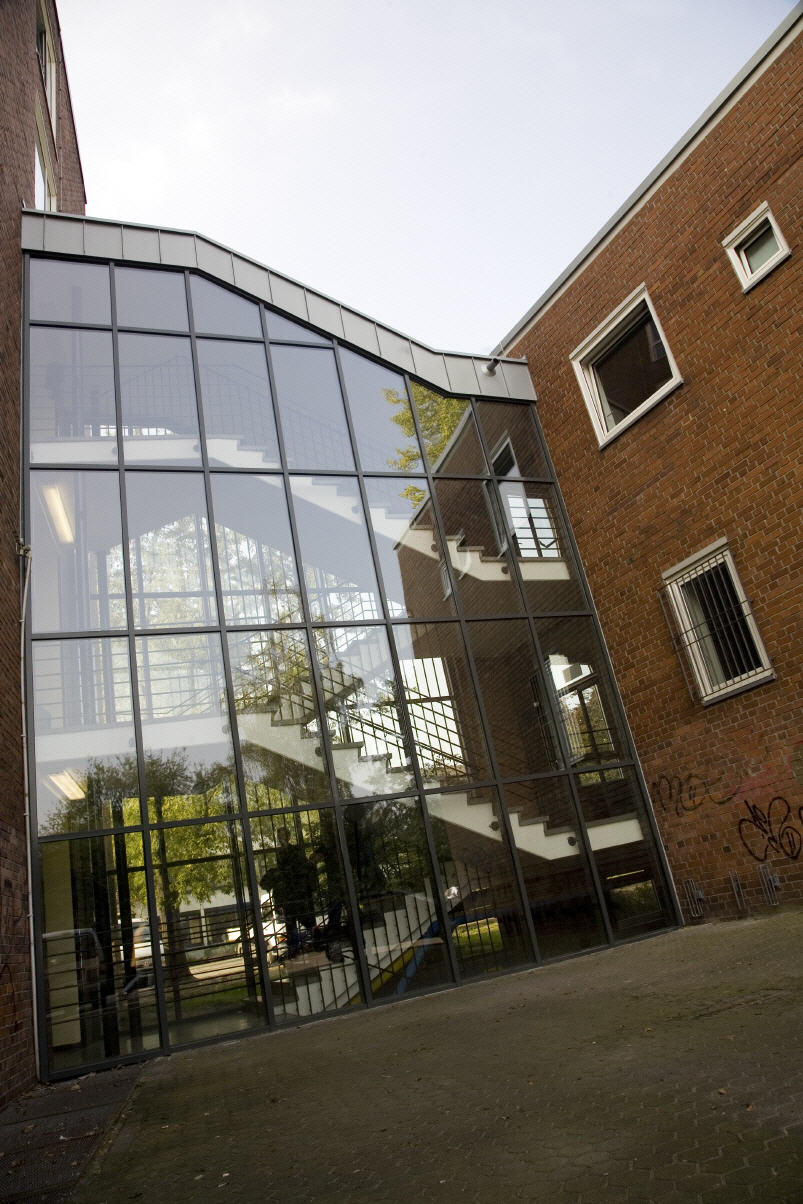
Treppenhaus der Kreuzgasse

Die Planung des dritten Ausbaus der Kreuzgasse begann bereits im Jahr der Einweihung der Turnhalle und des Sportplatzes. Vorgesehen waren ein neuer Verwaltungstrakt, ein Aulatrakt, Musiksäle und Kunstfachräume. Am 30. Juni 1962 wurde der neue Anbau der Schule eingeweiht.
Es entstand ein Anbau, der in der Front gegliedert ist und durch ein gläsernes Treppenhaus mit dem Klassentrakt verbunden ist.
Neben dem Verwaltungstrakt und den naturwissenschaftlichen Fachräumen ist vor allem der Bau der Aula mit 770 Sitzplätzen, deren Wände mit norwegischem Schiefer künstlerisch verkleidet und mit carrarischen Marmorstreifen strukturiert sind bemerkenswert.
Die Aula wurde mit zeitgemäßer Licht- und Tontechnik für die Bühne und einer professionellen Projektionsanlage für 35-mm-Lichtton-Kinofilme ausgestattet.

### Naturwissenschaftlicher Neubau, große Sporthalle und Brücke (1982)
Nach Verzögerungen auf Grund finanzieller Unklarheiten konnte mit dem schon lange geplanten Bau einer großen Sporthalle, eines naturwissenschaftlichen Neubaus, wie er auch heute noch von den Schülern genannt wird, und den erforderlichen Umbauten am Altbau im Zuge der Erweiterung am 25. Oktober 1982 zunächst mit dem Bau der Halle begonnen werden. Die Flächenmaße der Halle betragen 45 × 27 m. Die große Sporthalle ist jedoch aus praktischen Gründen auch in drei Teile trennbar, wobei jede Fläche eines Hallenteiles 15 × 27 m beträgt. Innerhalb der Sporthalle befindet sich eine schmale Empore der Hallenlänge nach, in welcher sich eine ausziehbare Tribüne verbirgt. Sie fasst 400 Zuschauerplätze. Im Kabinen- und Steuerungsgewölbe der Halle befindet sich außerdem ein 65 m² fassender Kraftraum. Die Halle ist aus Stahlbeton und Mauerwerk gebaut und mit einem flachen Satteldach gedeckt. Einschließlich aller Nebenräume umfasst sie 15.713 m³. Die Nutz- und Verkehrsfläche der Halle beträgt 2.273 m², davon sind 1.215 m² reine Halle.
Im März 1983 begann man mit dem Bau des Neubaus. Dieser nimmt 12 Klassenräume, sowie naturwissenschaftliche Fachräume für die Fächer Biologie, Physik und Chemie auf. Das Gebäude ist dreigeschossig, die Flure befinden sich alle auf der Seite zur Inneren Kanalstraße, die Klassenräume sind auf der ruhigeren Seite installiert. Auch der Neubau besteht aus Stahlbeton und Mauerwerk und besitzt ebenso ein Satteldach. Der Rauminhalt beträgt 12.142 m³. Die Nutz- und Verkehrsfläche beträgt 2.187 m² (ohne Kellerräume). Alle Neubauten konnten im Schuljahr 1985/86 zur Nutzung freigegeben werden. Die Gesamtkosten für den Ausbau durch die große Sporthalle, den Neubau und die erforderlichen Umbaumaßnahmen am Altbau betrugen 12.600.000 DM. Außerdem kamen 975.000 DM Einrichtungskosten hinzu. Die Wände des Physiktraktes im Erdgeschoss sowie die des Biologietraktes im ersten Obergeschoss auf der Seite zur Inneren Kanalstraße wurden passend von Schülern mit Errungenschaften des Fluges aus der Antike bis in die Gegenwart und der Evolution des Lebens vom Urknall bis zur Besiedelung andrer Planeten durch die Menschheit bemalt. Im Neubau sind außer den naturwissenschaftlichen Unterrichtsräumen auch die Klassenräume der Oberstufe untergebracht.

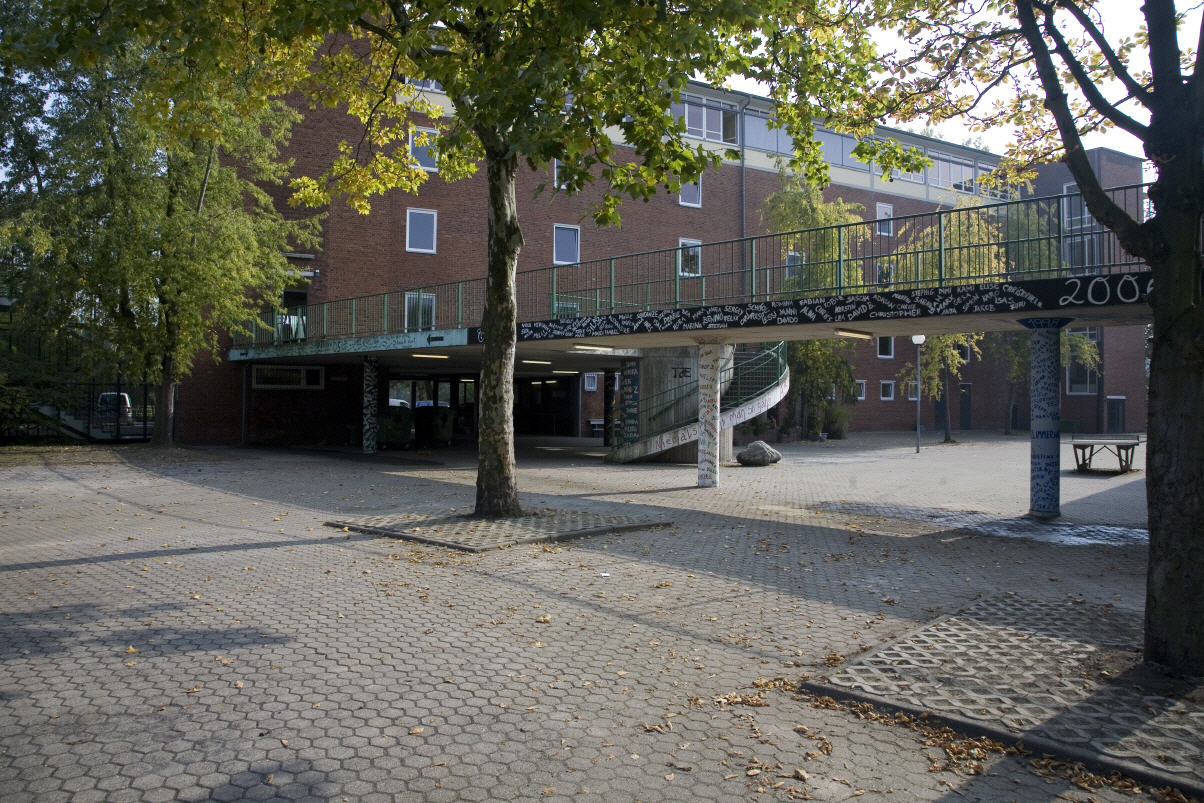
Teilansicht des Schulhofs

### Schulhof

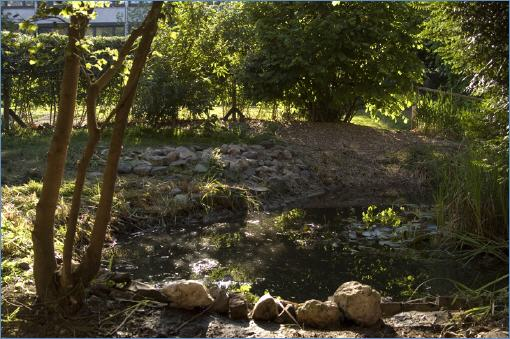
Schulteich

Der Schulhof wurde durch den Bau der großen Sporthalle verkleinert. Auf dem Schulhof befinden sich heute drei rechteckige und eine runde Tischtennisplatte.

### Bau der Solaranlage 2008

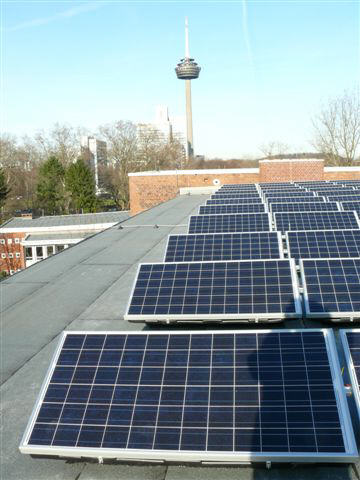
Solaranlage auf dem Dach des Altbaus

Im Jahr 2008 wurde auf dem Schuldach des Altbaus eine Solaranlage installiert. Diese soll neben zusätzlichen Einnahmen für den Förderverein auch die Beispielhaftigkeit der Nutzung erneuerbarer Energien demonstrieren.

## Schulprofil

### Sprachen
Das Profil des Gymnasiums Kreuzgasse ist besonders durch den bilingualen Zweig und die Aussicht des Erwerbs des Abiturs gleichzeitig mit dem Baccalauréats (französische Hochschulreife) geprägt. In diesem Rahmen entwickelte sich die Schule von einem eigentlich naturwissenschaftlich ausgerichteten immer mehr zu einem Gymnasium hin, das einen durchaus gewichtigen sprachlichen Schwerpunkt trägt.
Im Zuge des deutsch-französischen Zweiges lernen Schüler somit neben Englisch auch Latein, Altgriechisch und Spanisch. Des Weiteren erlernen die Schüler die französische Sprache in einem französischsprachigen Geschichts-, Politik- und Erdkundeunterricht.
Seit 2008 gehört das Gymnasium Kreuzgasse zu den Europaschulen und erweitert dadurch sein sprachliches Repertoire durch Niederländisch/Politik.

### Naturwissenschaften
Neben den üblichen Naturwissenschaften Mathematik, Physik, Chemie und Biologie sowie in der Differenzierung
Informatik und Biochemie kommt nun zusätzlich Astronomie im Zuge der Erweiterung zur Europaschule dazu.

## Ruderverein
Dem Rudersport wird seit 1911 an der Kreuzgasse im eigenen Schülerruderverein (SRV) nachgegangen. Initiiert wurde die Gründung des Schülerruderverein Kreuzgasse Köln von 1911 e. V. vom damaligen Studienrat Josef Giesen unter dem damaligen Schulleiter, Geheimrat Vogels. Der SRV ist damit der älteste Ruderverein für Schüler innerhalb Kölns. 1922 gründete sich ergänzend der Verein zur Förderung des Schülerruderns am Städtischen Gymnasium Kreuzgasse e. V. dessen Mitglieder aus ehemaligen Ruderern der Kreuzgasse bestehen und die die aktiven Ruderer bis heute unterstützen. 1945 wurde bei einem Bombenangriff das schwimmende Bootshaus der Kreuzgasse auf dem Rhein bei Rodenkirchen versenkt. Nach dem Zweiten Weltkrieg ruderten die Kreuzgässer daher zunächst in Booten des befreundeten Kölner Ruderverein von 1877 e. V. Seit den 1970er-Jahren hat der SRV wieder ein eigenes Bootshaus mit Bootspark in einem ehemaligen Fort der äußeren Befestigungsanlage Kölns am Decksteiner Weiher. Der Verein bietet nach der Ruderausbildung sowohl Breitensport als auch Leistungssport an. Im Breitensport werden etwa jährliche Wanderfahrten auf deutschen Flüssen unternommen. Im Leistungssportbereich trainieren die Ruderer für nationale und internationale Regatten. Zu den größten Erfolgen gehören die Auswahl zum Besuch der Olympischen Spiele sowie mehrere Juniorweltmeister-, Deutsche Meister- und Landesmeistertitel. Der Vorstand des SRV besteht aus Schülern der Kreuzgasse, die durch die Mitglieder direkt gewählt werden. Auch die Trainer sind mehrheitlich ehemalige Kreuzgässer, die die Tradition weiterführen.

## Schulleiter
- Herr Grashof 1828–1830
- Thomas Eschweiler 1830–1858
- Heinrich Schellen 1858–1881
- Peter Schorn 1881–1903
- Johannes Vogels 1903–1921
- Hans Niederländer 1921–1937
- Karl Anton Heck 1937–? (zuvor Schulleiter des Albertus-Magnus-Gymnasiums, Köln)
- Johannes Klinkenberg 1945–1954
- Karl von der Lieck 1954–1973
- Erwin Kelmes 1973–1992
- Willi Beck 1992–2004
- Angelika Sandte-Wilms 2004–2013
- Manfred Schütt (komm. seit 1. August 2013)
- Claudia Fülling (komm. seit 1. Februar 2014)
- Gabriele Pflieger (komm. seit 1. August 2015)
- Annette Rabeler (komm. seit 2. November 2015)
- Daniela Stege-Gast (komm. seit 1. Februar 2016)
- Lüder Ruschmeyer April 2016 – März 2022
- Daniela Khatib (komm. seit 1. April 2022)
- Klaus Kombrink-Detemble (seit 1. Februar 2023)

## Bekannte Lehrer
- Abraham Frank (1838–1917), Rabbiner
- Franz Bender (1876–1936), Historiker, Bibliothekar und Hochschullehrer
- Leo Schwering (1883–1971), von 1911 bis 1934 Lehrer, bekannt als Historiker, Philologe sowie als Politiker (Landtagsabgeordneter und Mitgründer der CDU)
- Isidor Caro (1867–1943), Rabbiner

## Bekannte Schüler

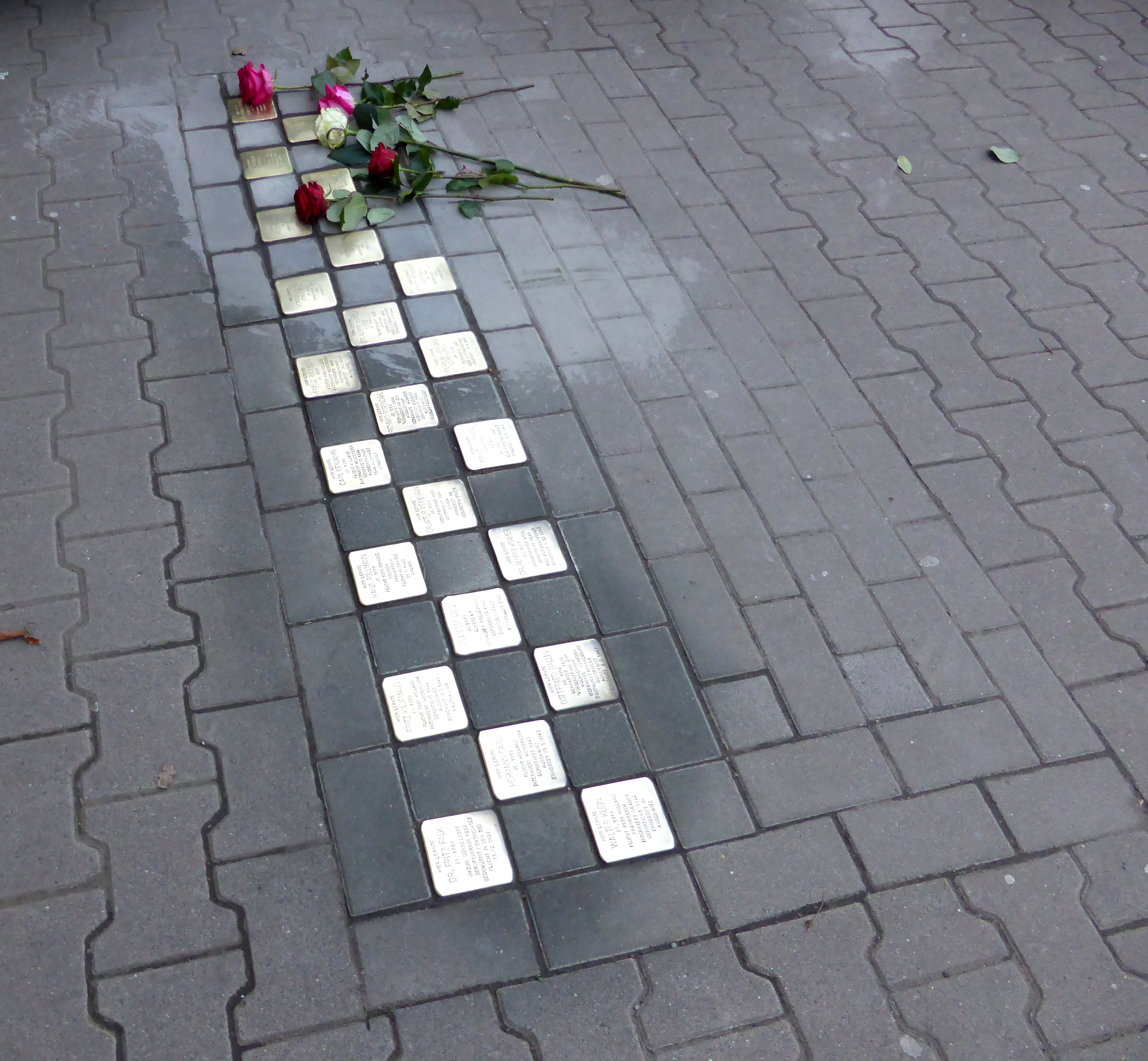
Stolpersteine zum Gedenken an ehemalige Schüler und Lehrer des Gymnasiums (2019).

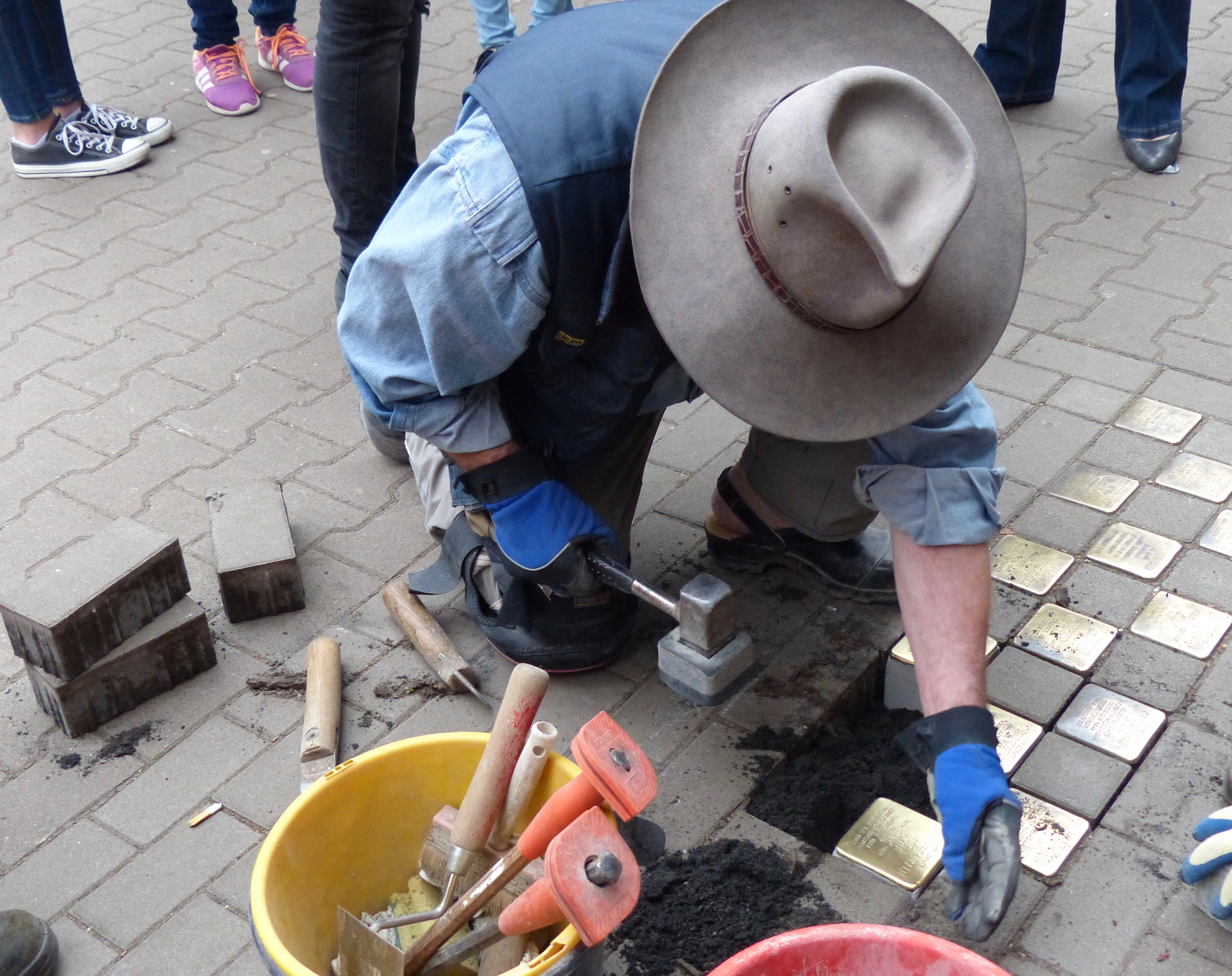
Stolpersteinverlegung 2017

- Eugen Löwenstein (1871–1942), Justizrat und Rechtsanwalt, Vater von Hilde Domin
- Hans Rollmann (1877–1940), Mitbegründer der Schuhfabrik Romika
- Philipp Heimann (1881–1962), Verwaltungsjurist, Landrat
- Artur Weinmann (1883–1942), Landgerichtsrat und rechtswissenschaftlicher Autor
- Hans Cloos (1885–1951), Geologe, Professor an der Rheinischen Friedrich-Wilhelms-Universität Bonn
- Richard Gatzert (1887–1943), Rechtsanwalt
- Albert Kramer (1887–1942), Stadt- und Finanzdirektor von Köln
- Wilhelm Dreyer (1891–1944), Rechtsanwalt und Opfer des Holocaust
- Hans Bürger-Prinz (1897–1976), Psychiater
- Fritz Falk (1898–1933), Rechtsanwalt am Oberlandesgericht Düsseldorf, Sohn von Bernhard Falk
- Ernst Fraenkel (1898–1975), Jurist und Politikwissenschaftler
- Ernst Leffmann (1899–1972), Jurist
- Horst Averbeck (1900–1986), Erfinder
- Rudolf Maus (1900–1985), Jurist, Ministerialdirigent in Nordrhein-Westfalen
- Alfred Teichmann (1902–1971), Bauingenieur, war zugegen bei der Premiere des ersten Computers Z3 am 12. Mai 1941
- Bruno Vondenhoff (1902–1982), Dirigent, Intendant, Musikwissenschaftler und Hochschullehrer
- Ernst Eduard vom Rath (1909–1938), Diplomat, Auslöser Novemberpogrome
- Heinrich Bresslau (1912–1997), Architekt
- Iwan David Herstatt (1913–1995), Bankier und Gründer der Herstatt-Bank
- Gottfried Ballin (1914–1943), Widerstandskämpfer
- Hans Gerling (1915–1991), Gerling-Konzern
- Kurt Wiemers (1920–2006), Anästhesist, Hochschullehrer
- Dieter Schütte (1923–2013), Verleger
- Werner Beutler (1924–2025), Gymnasiallehrer und Kartäuserforscher
- Thomas Nipperdey (1927–1992), Historiker
- Wido Hempel (1930–2006), Romanist
- Hans Georg Timmer (1934–2020), 1973–94 Vorstandsvorsitzender der DKV Deutsche Krankenversicherung
- Hagen Graf Lambsdorff (* 1935), Journalist und Diplomat
- Reinhold Neven DuMont (* 1936), Verleger
- Kurt Holl (1938–2015), Pädagoge und sozial und politisch engagierter Alternativer Ehrenbürger Kölns
- Alexander von Schlippenbach (* 1938), Pianist, Free-Jazz-Musiker
- Armin Maiwald (* 1940), Regisseur und Produzent
- Karl-Heinz Thielen (* 1940), Fußballprofi, Manager und Vizepräsident beim 1. FC Köln
- Heinz-Willi Wittschier (* 1942), Romanist
- René Böll (* 1949)
- Heinrich Best (* 1949), Soziologe
- Ingo Wolf (* 1955), Politiker (FDP), ehemaliger Innenminister des Landes Nordrhein-Westfalen
- Georg Hajdu (* 1960), Komponist
- Joachim Assböck (Schulze) (* 1965), Schauspieler
- Stefan Heße (* 1966), Erzbischof von Hamburg
- Jörg Lühdorff (* 1966), Regisseur und Drehbuchautor
- Marcel Wüst (* 1967), Radrennfahrer, Promoter und Moderator
- Marcus Barsch (* 1967), Radiomoderator
- Thierry Bruehl (* 1968), Theater- und Musiktheaterregisseur
- Nikolaus Rajewsky (* 1968), Leiter des Berlin Institute for Medical Systems Biology (BIMSB)
- Christian von Treskow (* 1968), Schauspielintendant der Wuppertaler Bühnen
- Achim Wambach (* 1968), Präsident des Mannheimer Zentrums für Europäische Wirtschaftsforschung (ZEW)
- Marietta Slomka (* 1969), Journalistin und Fernsehmoderatorin, Abitur 1988 an der Kaiserin-Augusta-Schule
- Robert Koall (* 1972), Chefdramaturg und stellvertretender Generalintendant am Düsseldorfer Schauspielhaus
- Lutz van der Horst (* 1975), Comedy-Autor, Komiker und Fernsehmoderator
- Philipp Stennert (* 1975), Filmregisseur und Drehbuchautor
- Jakob Ziemnicki (* 1975), Filmregisseur und Drehbuchautor
- Daniel Wiemer (* 1976), Schauspieler und Musiker
- Patrice Bart-Williams (* 1979), Sänger und Songwriter
- Leonie Tepe (* 1995), Schauspielerin